# 領屬可易主性
領屬可易主性（英語：alienability），又稱領屬可變讓性，是指在一些語言中將領屬關係區分成不可易主(inalienable)和可易主(alienable)兩類的現象。一般來說，長久、恆定、自然存在的領屬關係，如：身體器官、親屬關係，屬於不可易主關係，而短暫、不穩定、人為促成的領屬關係，如：財產、作品，屬於可易主關係。
世界上約20%的語言有領屬可易主性的現象，較集中出現在新幾內亞、大洋洲以及一些美洲原住民語中，而有些語言甚至有多種分類領屬關係的方法。

## 例子

### 納瓦荷語
| 納瓦荷語領屬人稱前綴 | 單數     | 雙數     | 複數     |
| -------------------- | -------- | -------- | -------- |
| 第一人稱             | shi-     | nihi-    | danihi-  |
| 第二人稱             | ni-      | nihi-    | danihi-  |
| 重要第三人稱         | bi-      | bi-      | bi-      |
| 第三人稱（無生命性） | yi-      | yi-      | yi-      |
| 第三人稱（有生命性） | ha-, hw- | ha-, hw- | ha-, hw- |
| 不定指人稱           | a-       | a-       | a-       |
在納瓦荷語中親屬稱位和身體器官的名詞(屬於不可易主性)必然需要與領屬人稱前綴一起連用，而不能單獨使用。例如說：shima（我的母親）、bima（他的母親）等等，而如果真的只想單純表達母親的概念，也必需使用不定指的人稱前綴，即：ama （一個人的母親）。而其他名詞則只有在需要時才選擇性的加上領屬前綴。

### 夏威夷語
夏威夷語的領屬代名語和助詞區分表示不可易主性的o類和可易主性的a類。
例1：
- nā iwi o ka ʻīlio     狗的骨頭（牠身體裡的骨頭，不可易主性）
- nā iwi a ka ʻīlio     狗的骨頭（牠正在啃食的骨頭，可易主性）

例2：
- ko'u ki'i     我的圖（描繪著我樣貌的圖，不可易主性）
- ka'u ki'i     我的圖（我擁有或創作的圖，可易主性）[4]